# مایولیکا

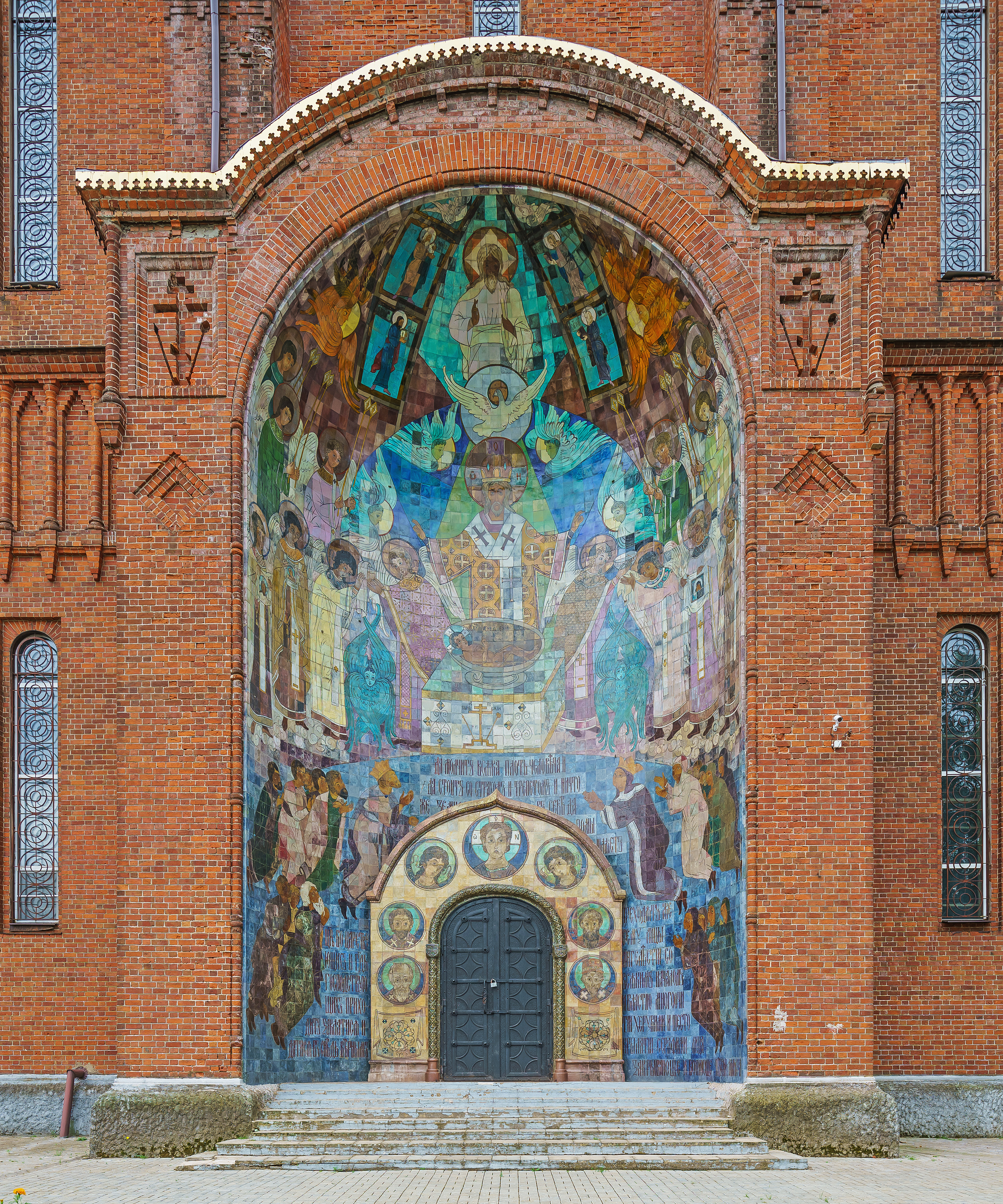
نگاره‌ای از ورودی اصلی کلیسای رستاخیز مسیح در شهر ویچوگا در استان ایوانوف، روسیه. طراحی منحصر به‌فرد نمای خارجی با پانل‌های مایولیکا جلوه‌ای ویژه به نمای ورودی کلیسا بخشیده‌است.

مایولیکا (انگلیسی: Maiolica) که به آن مجولیکا نیز گفته می‌شود ظروف سفالی قلع و لعاب ایتالیایی است که از دوره رنسانس ساخته شده‌است. رنگ آن به رنگ پس‌زمینه سفید تزئین شده‌است، برروی آن گاهی صحنه‌های تاریخی و افسانه‌ای را ترسیم می‌کند، این آثار به نام "هنرهای تاریخی" ("نقاشی با داستان") شناخته شده‌است. در اواخر قرن ۱۵، چندین مکان، عمدتاً شهرهای کوچک در شمال و مرکز ایتالیا، قطعات تزئینی ماهرانه‌ای را برای بازار لوکس در ایتالیا و فراتر از آن تولید کردند.

## نگارخانه

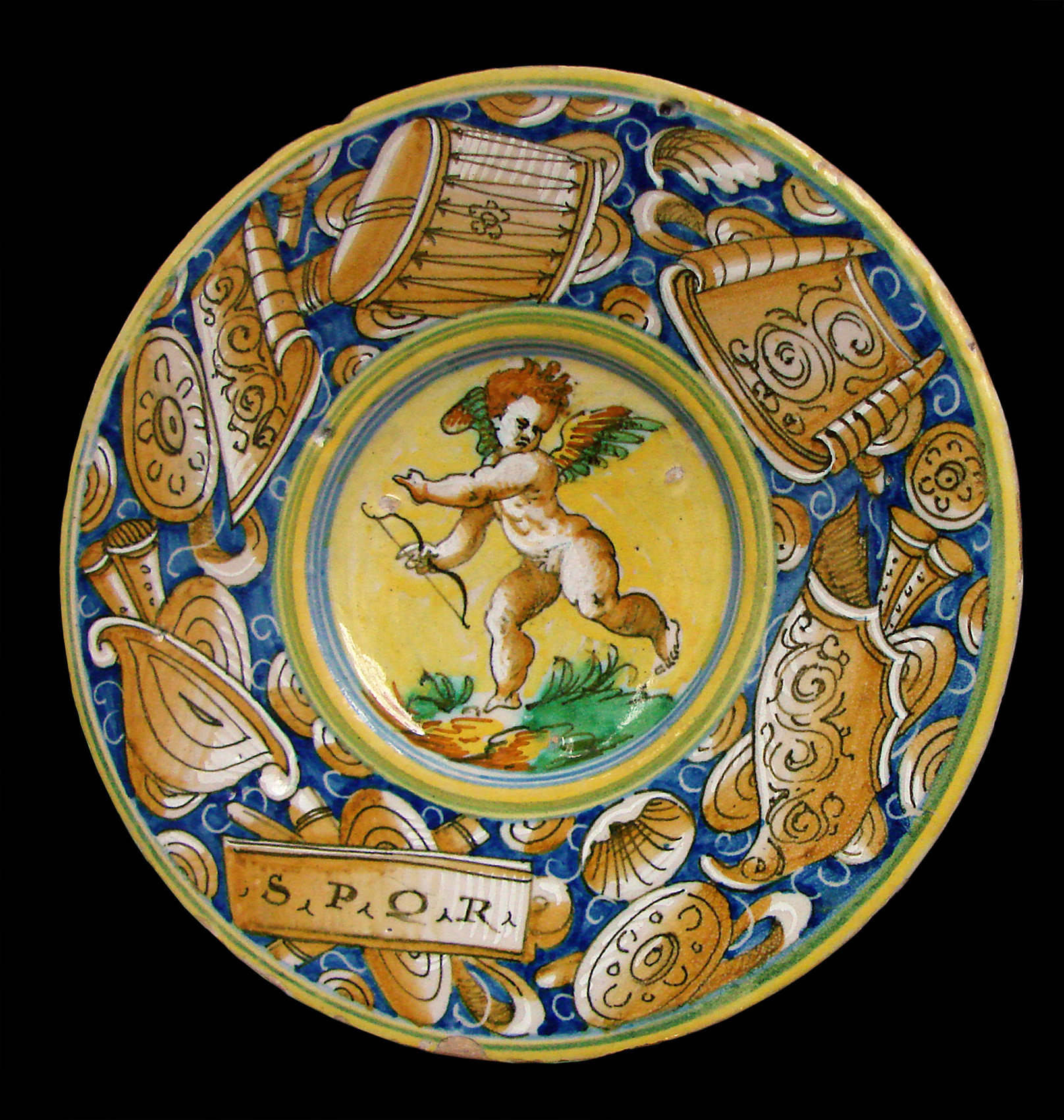
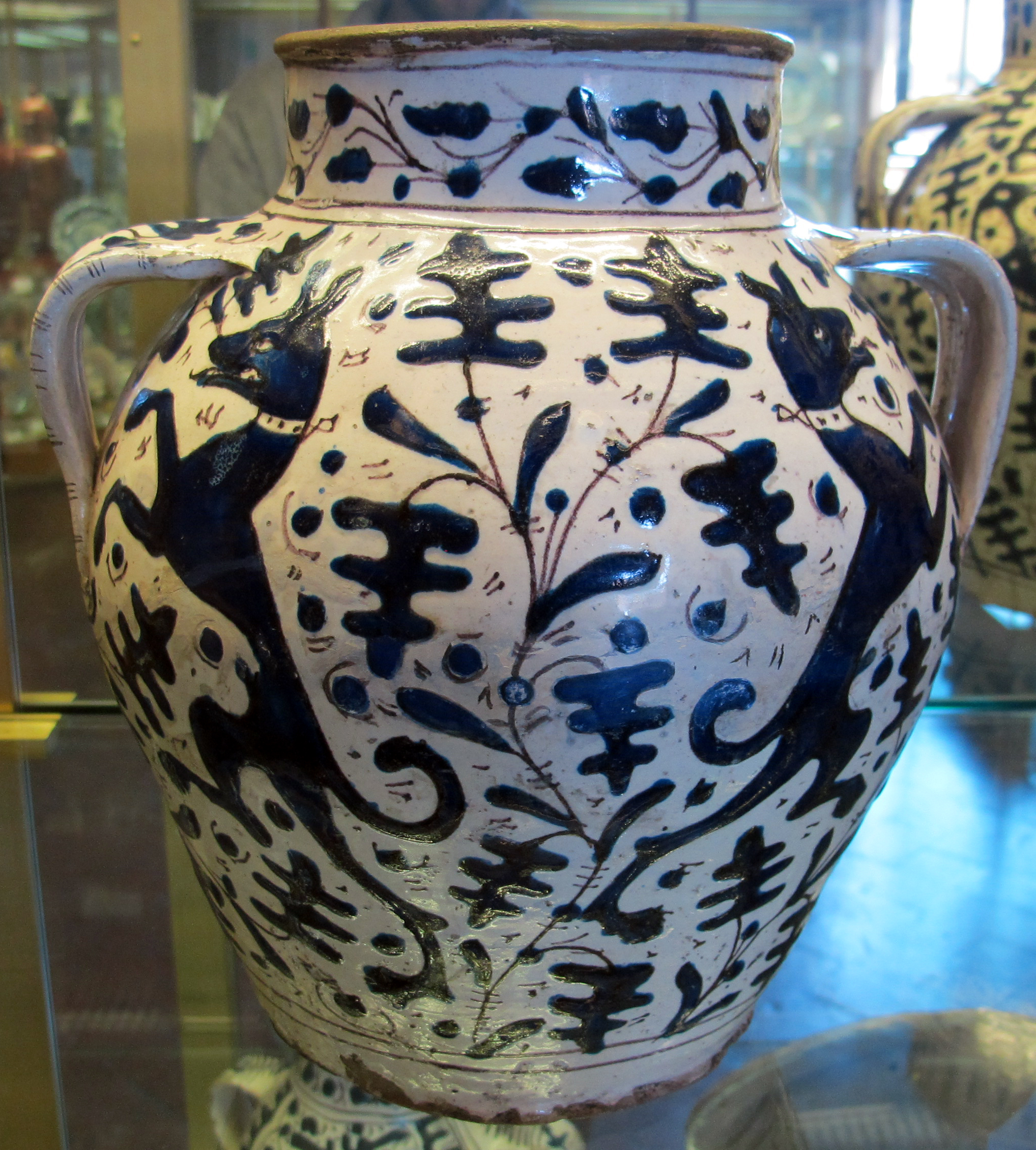
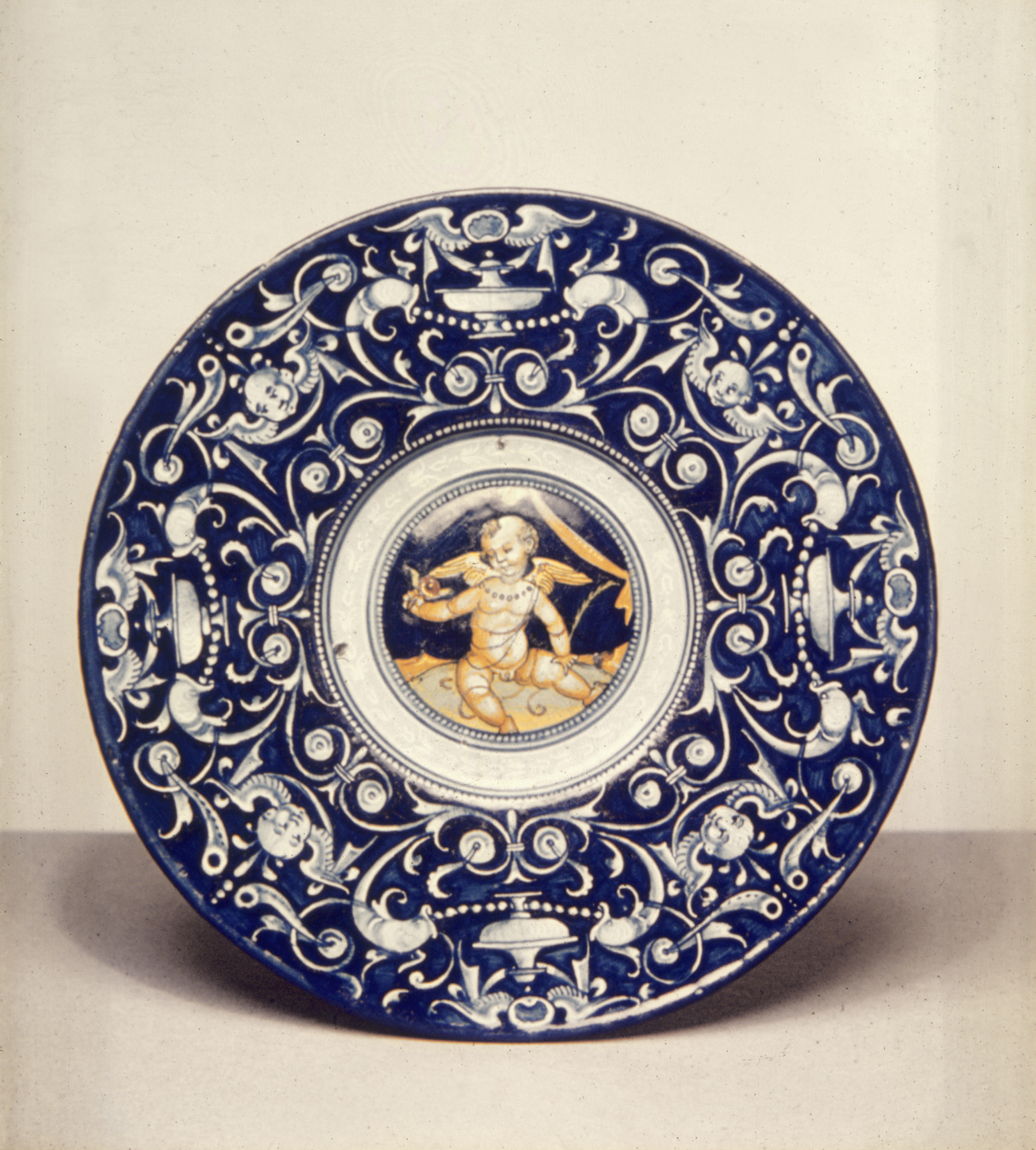
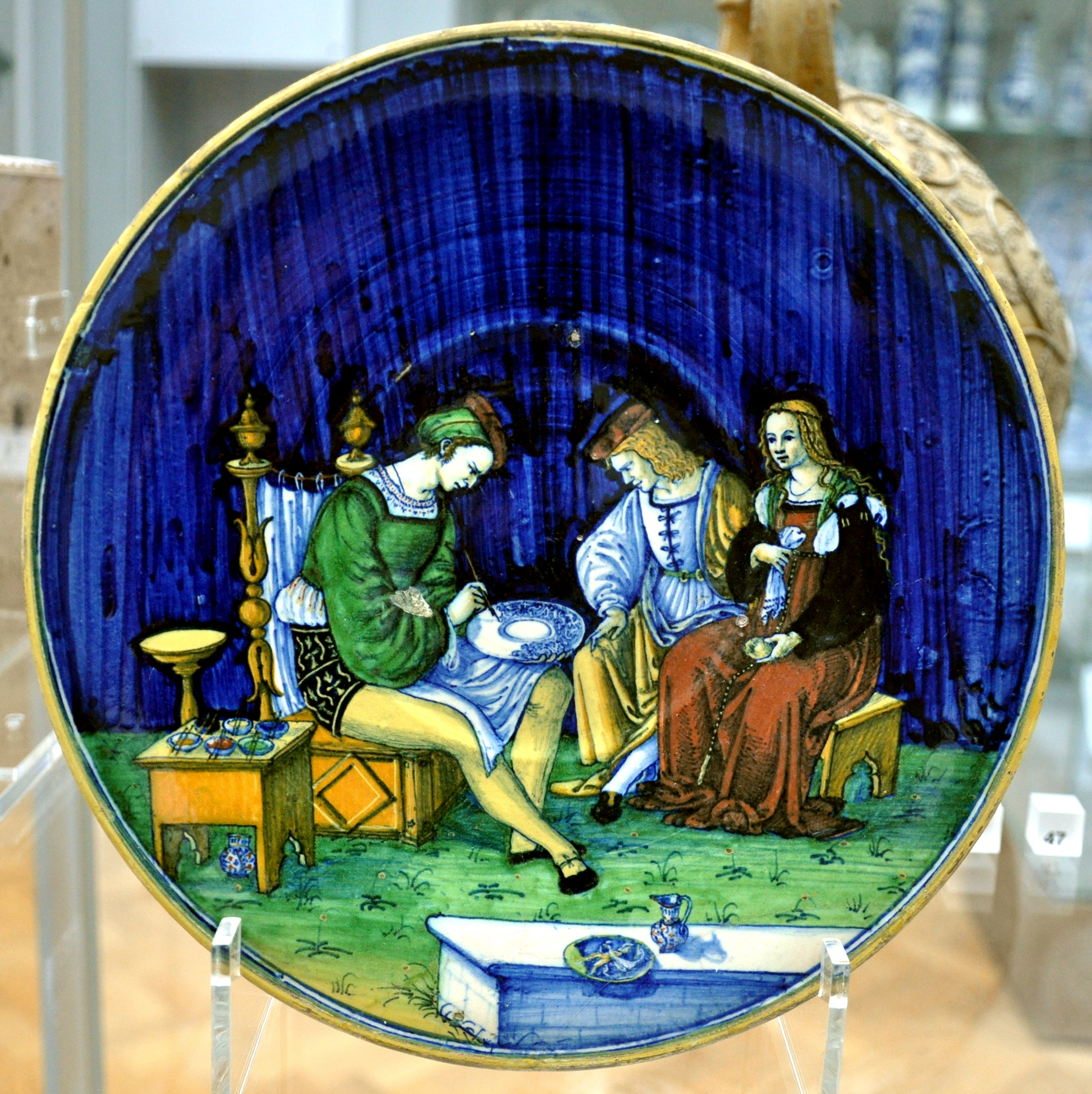
بشقاب تزئینی مایولیکا به حدود سال ۱۵۱۰ میلادی، متعلق به دوران رنسانس ایتالیا
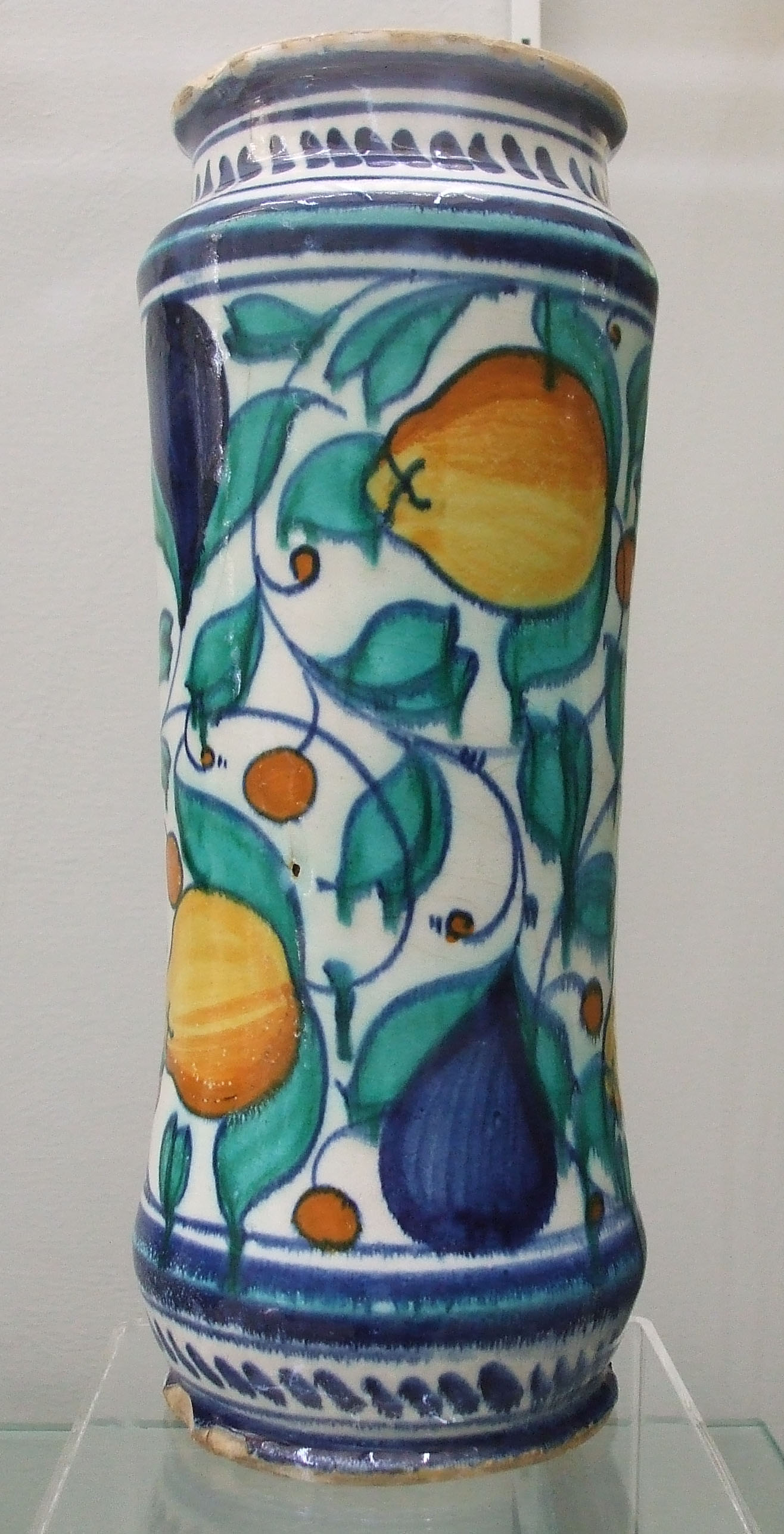
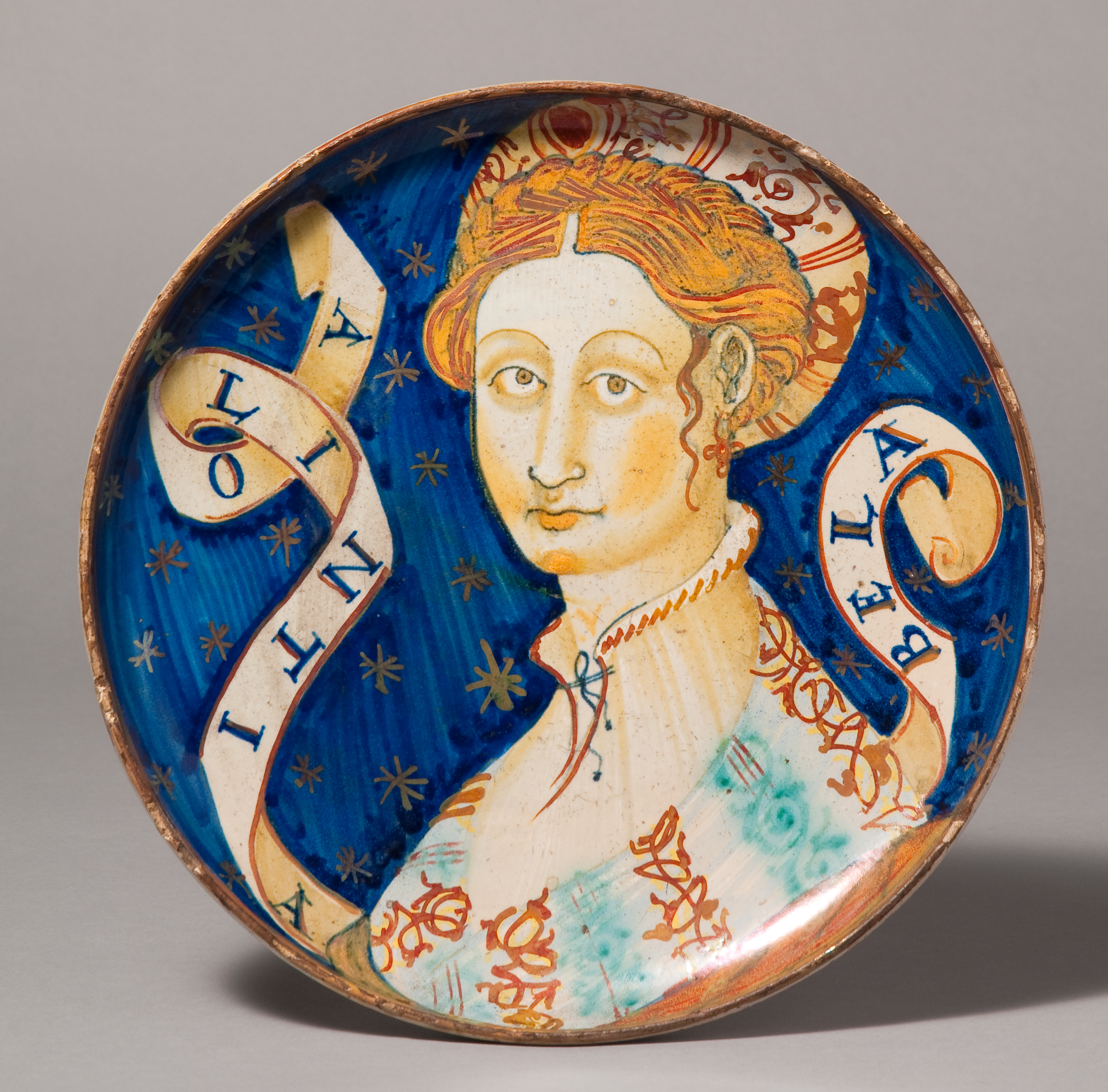
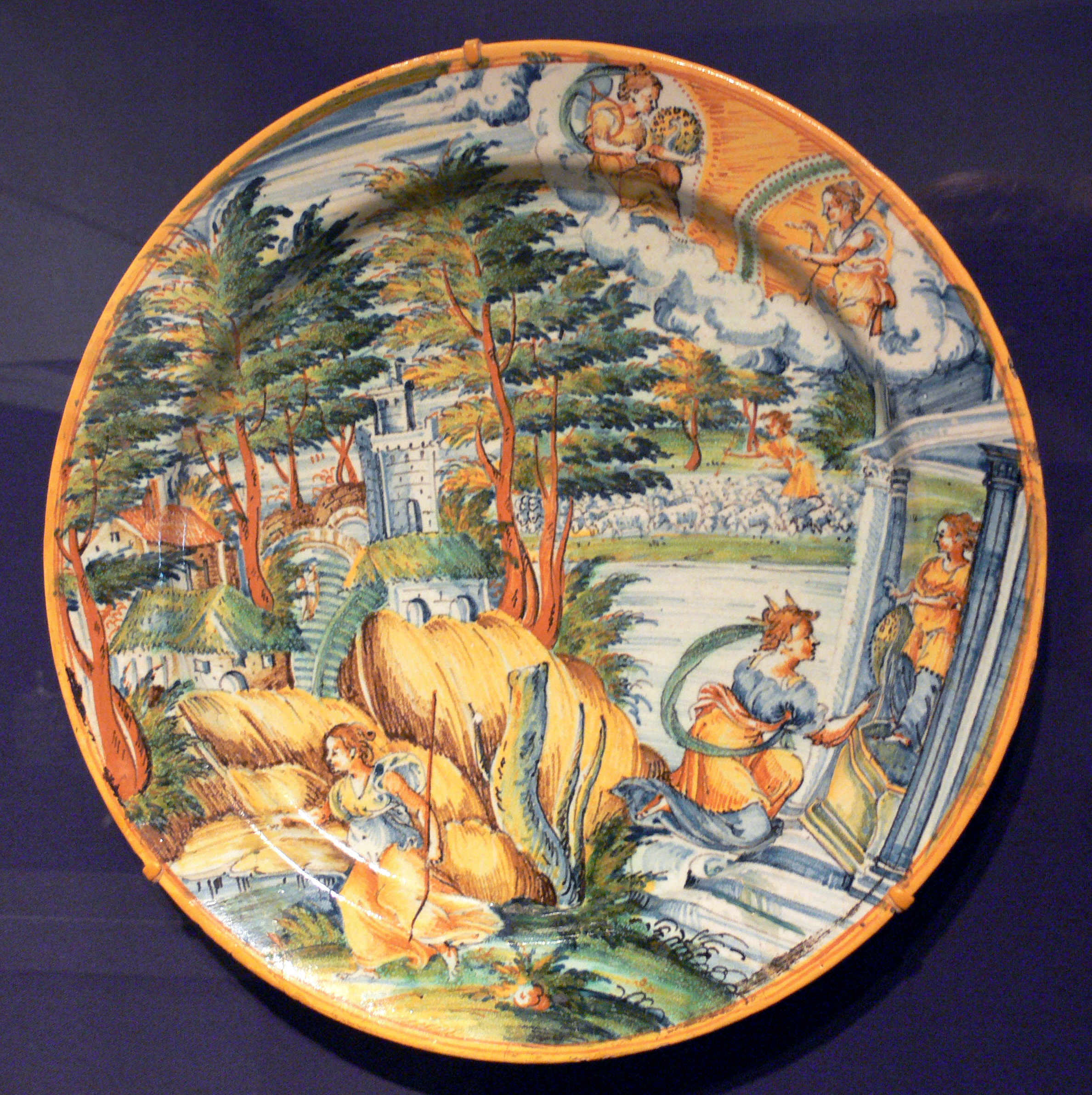
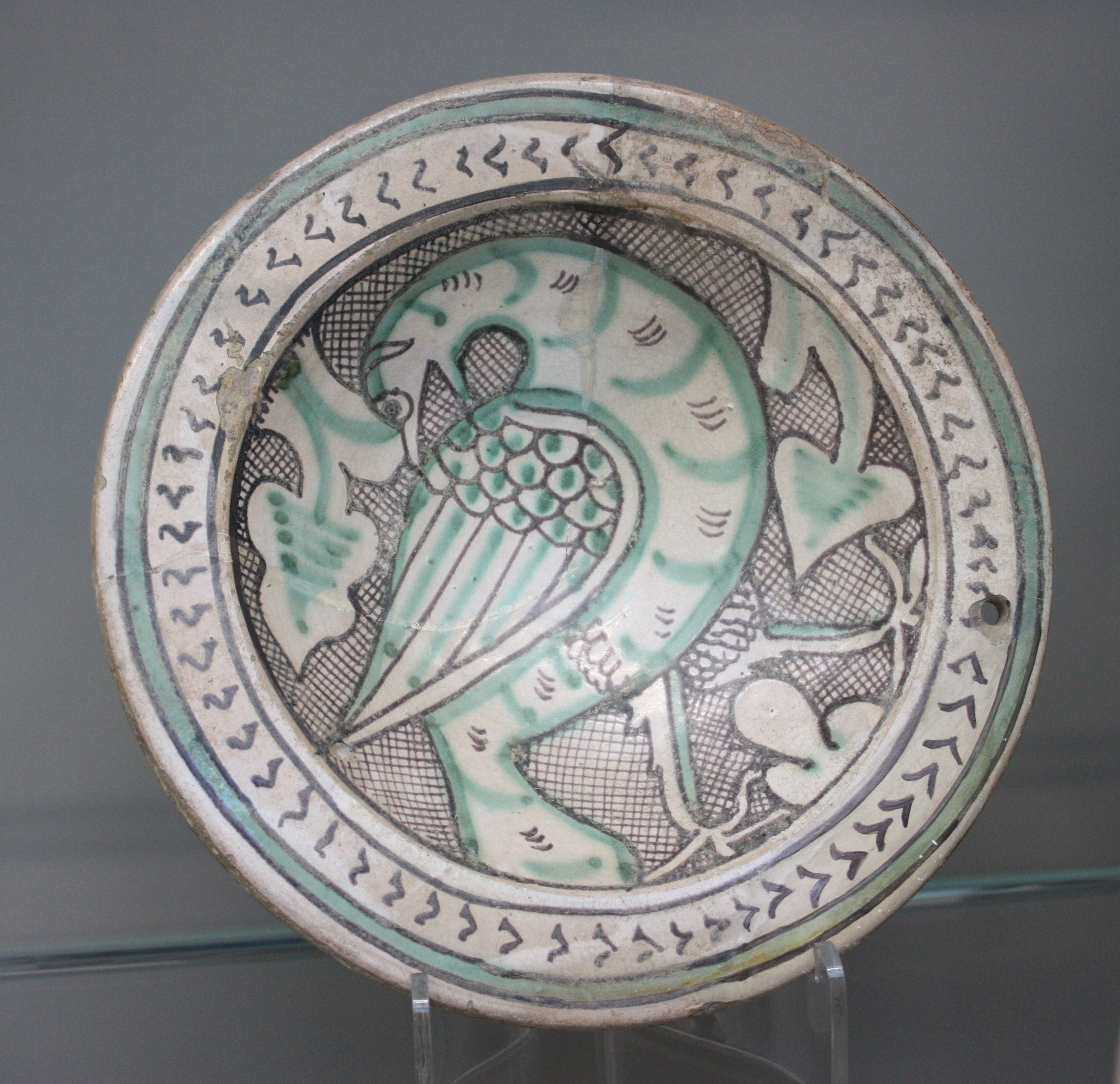
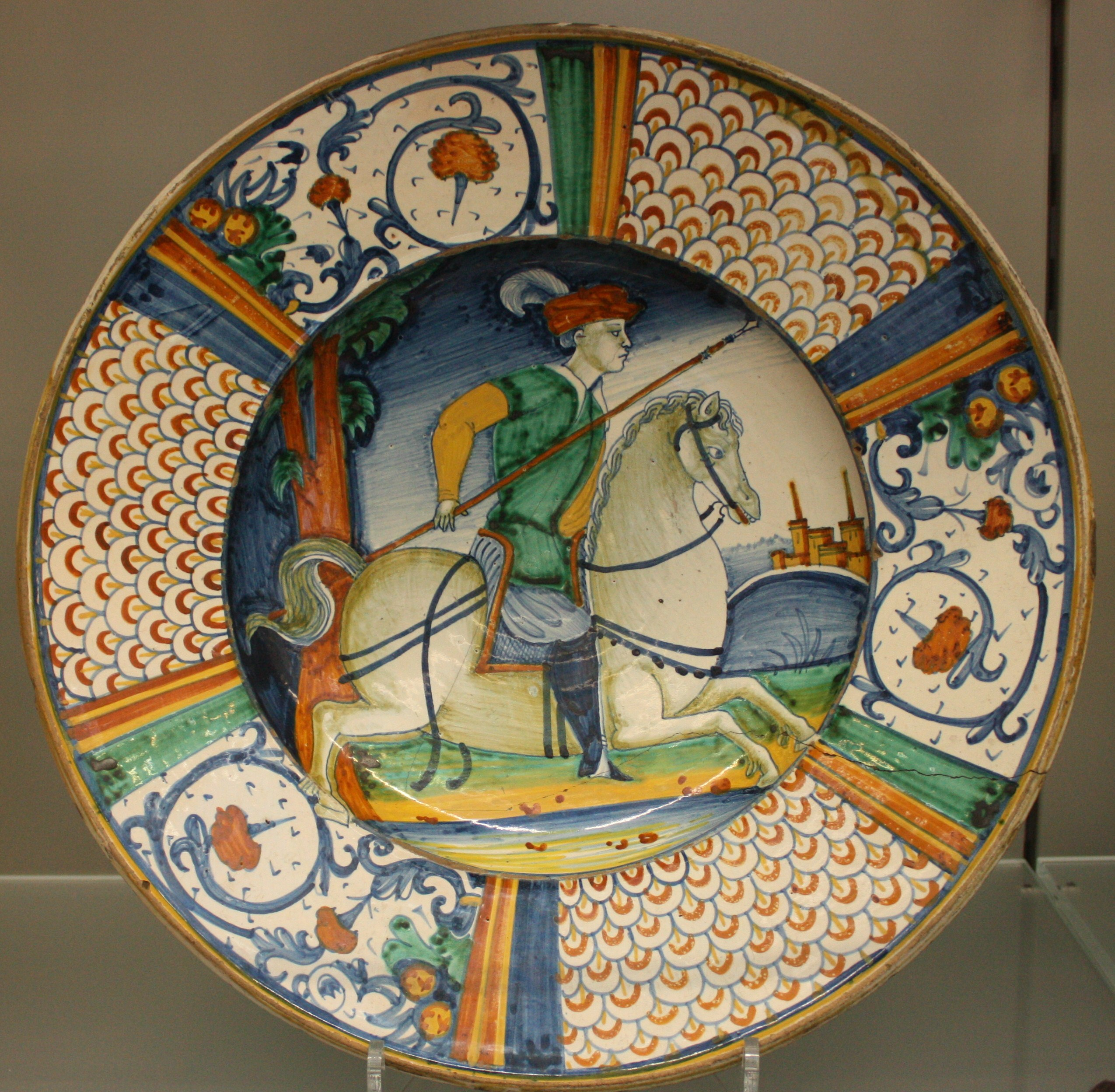